# Wolkersdorf im Weinviertel
Wolkersdorf im Weinviertel is een gemeente in de Oostenrijkse deelstaat Neder-Oostenrijk, en maakt deel uit van het district Mistelbach.

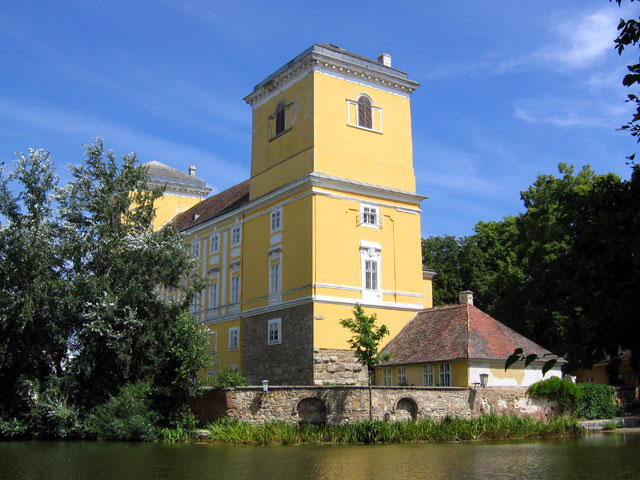
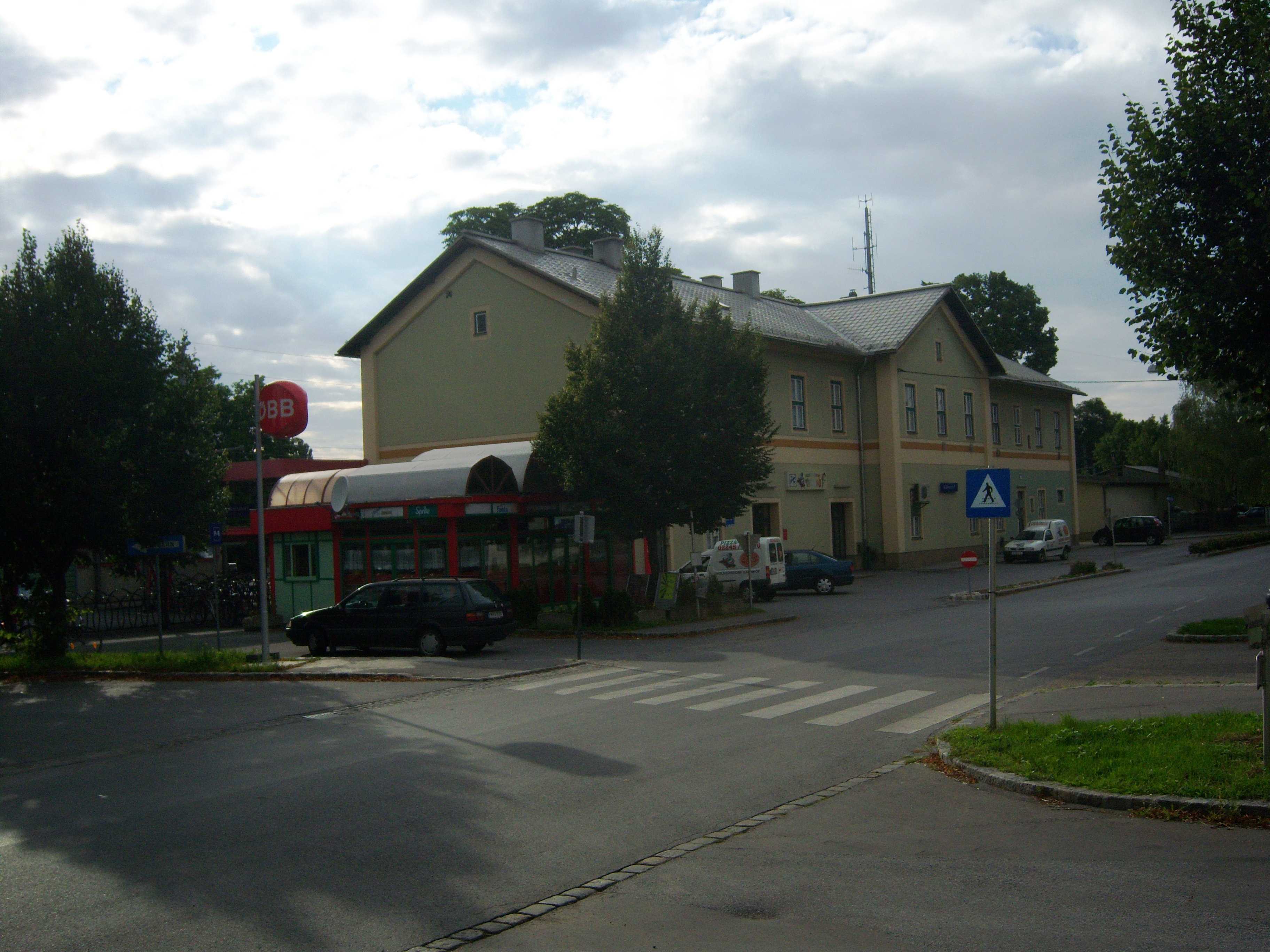
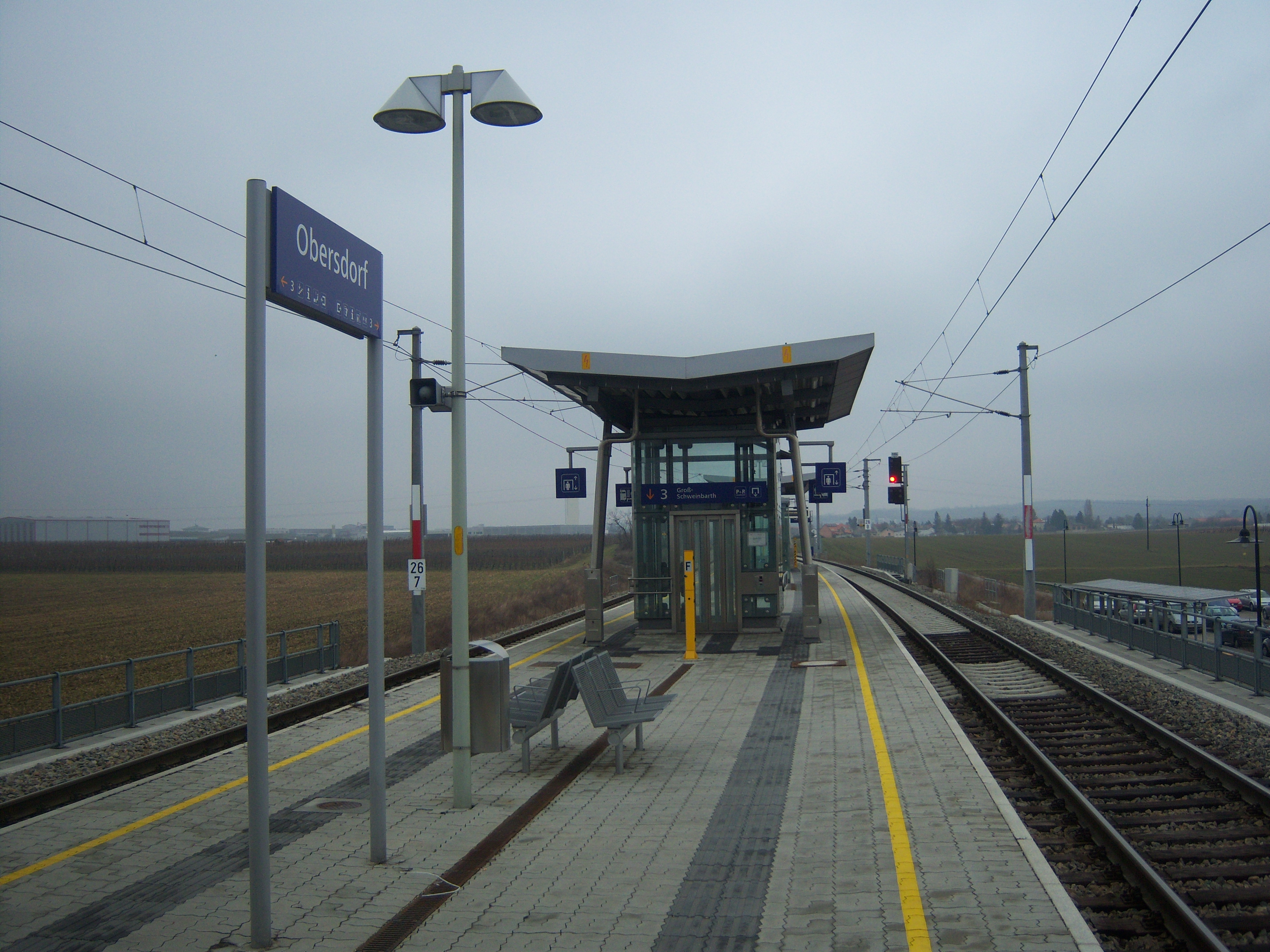
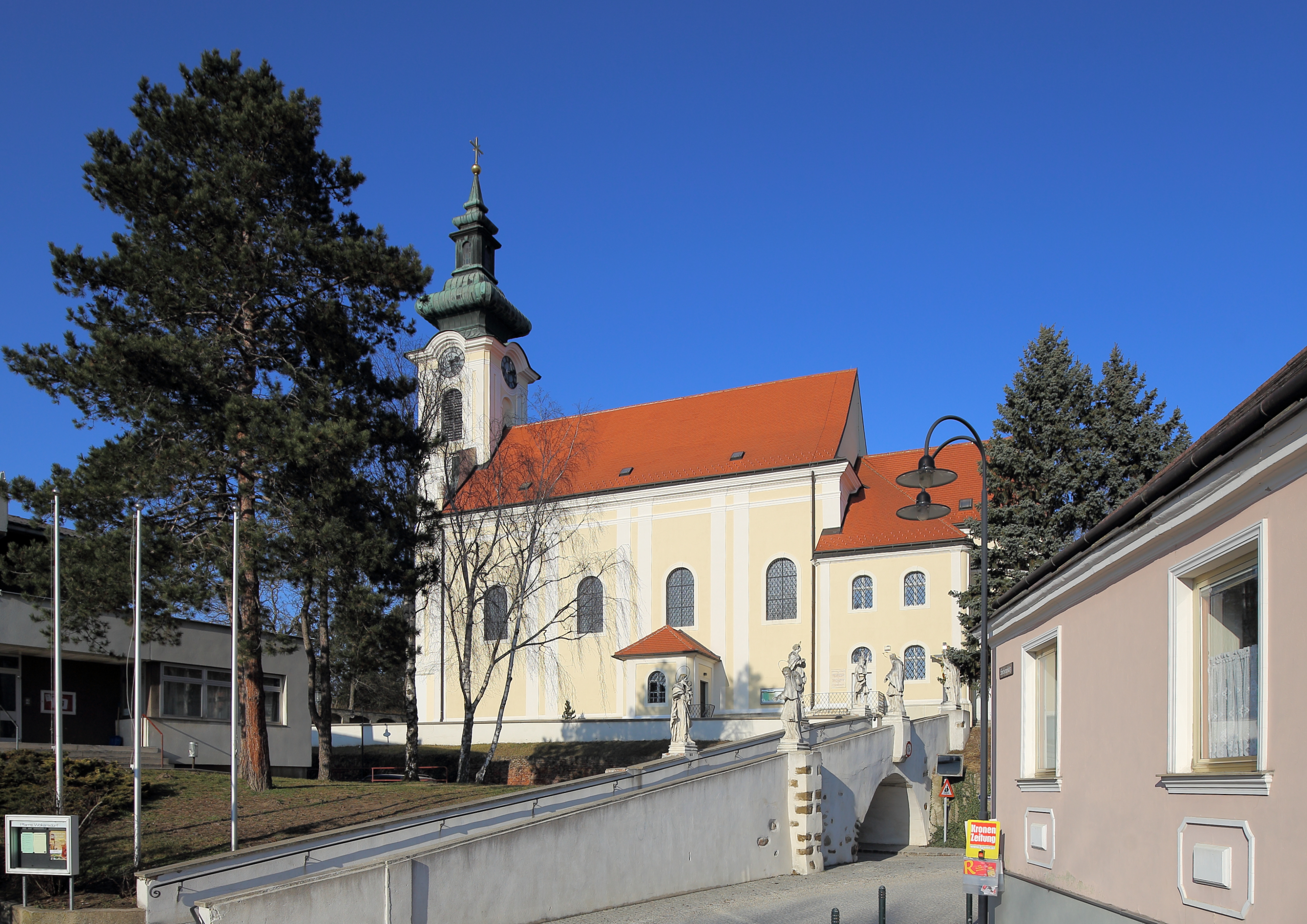

Wolkersdorf im Weinviertel telt 7308 inwoners.
Altlichtenwarth · Asparn an der Zaya · Bernhardsthal · Bockfließ · Drasenhofen · Falkenstein · Fallbach · Gaubitsch · Gaweinstal · Gnadendorf · Großebersdorf · Großengersdorf · Großharras · Großkrut · Hausbrunn · Herrnbaumgarten · Hochleithen · Kreuttal · Kreuzstetten · Laa an der Thaya · Ladendorf · Mistelbach an der Zaya · Neudorf im Weinviertel · Niederleis · Ottenthal · Pillichsdorf · Poysdorf · Rabensburg · Schrattenberg · Staatz · Stronsdorf · Ulrichskirchen-Schleinbach · Unterstinkenbrunn · Wildendürnbach · Wilfersdorf · Wolkersdorf im Weinviertel
- Gemeinsame Normdatei: 4066889-7
- MusicBrainz: 87db33e3-ca18-4550-910d-659c1383a5dc
- Nationale Bibliotheek van Tsjechië: xx0319928
- Virtual International Authority File: 239453774
- WorldCat: E39PBJmTvBBHM4qXVB6vqPxdQq